# ビデオ・ヴィクセン

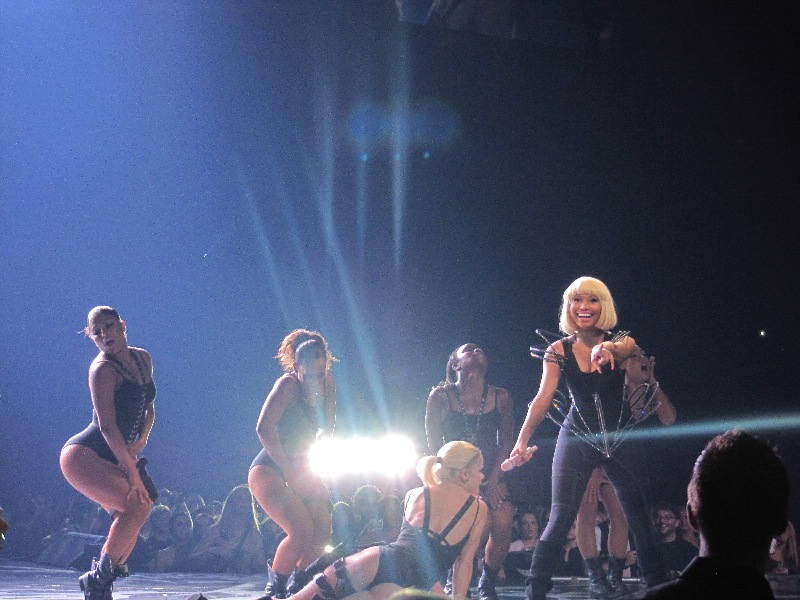
コンサートでのニッキー・ミナージュ。ミナージュは、ビデオ・ヴィクセンとして記述されている。

ビデオ・ヴィクセン（video vixen）またはヒップホップ・ハニー（hip hop honey）、ビデオ・ガール（video girl）は、ヒップホップ指向のミュージック・ビデオに登場する女性モデルである。
ビデオ・ヴィクセンのイメージは、ポピュラー音楽の中で（特にヒップホップのジャンル）、セクシーな仕事の基本となった。
多くのビデオ・ヴィクセンは、俳優、歌手、ダンサー、プロフェッショナルモデルである。
様々な文化の女性が、現代音楽の歌詞、ビデオ、コンサート、映画サウンドトラックの中で、壊れやすい、操作的な、フェティシズム的な、または従順なものとして描写されている。これは普遍的なものではないが、典型的なライド・オア・ダイ・チック（自分自身に危険が及んだり、傷ついたりする恐れがあるにもかかわらず、パートナーとの不法なライフスタイルを支える女性）である。